# گوتوف دوژه
گوتوف دوژه (به لاتین: Gutów Duży) یک روستا در لهستان است که در گمینا گرابیتسا واقع شده‌است. گوتوف دوژه ۱۴۰ نفر جمعیت دارد.